# Aurabas
Os aurabas são uma tribo ou conjunto de tribos berberes que fazem parte da confederação dos Branês (Albarani), que se notabilizou durante a luta contra a conquista árabe do Magrebe no século VII e posteriormente, no século seguinte, durante a constituição do Califado Idríssida.
A tribo é conhecida por muitos outros nomes e grafias, nomeadamente Awraba, Aouraba, Awarba, Awerba, Aourba, Aoureba, Ouaraba ou Ouriba. A pronúncia mais corrente é semelhante a algo que seria escrito em português "uerba". Note-se ainda que, por serem grafias francófonas, as formas "ou" e "w" têm uma pronúncia semelhante à de "u" em português (por exemplo: Aourba → "aurba"; Ouriba → "uriba"; Awerba → "auerba").

## Origens e história

Califado Idríssida e Estados vizinhos

os aurabas são, segundo alguns autores, originários do que é atualmente a Líbia. O etnólogo francês do século XIX Émile-Félix Gautier confirmou a presença de tribos aurabas entre as tropas do caudilho berbere Kusaila (ou Koceila), que se opôs à invasão muçulmana do Norte de África no século VII. Apoiando-se em várias fontes, nomeadamente o historiador tunisino do século XIV ibne Caldune, Abde Aluaide Danune Taa refere a presença de tribos aurabas no que é atualmente Marrocos antes da conquista muçulmana.
Dentre os nomes das tribos berberes, o nome "werba" (ou "verba") e da sua sub-tribo Tamchuche são os mais próximos dos nomes Ribu e Machaouach (ou Meshwesh ou Ma) citados na história do Antigo Egito.[carece de fontes?]
Entre as tribos aurabas mais conhecidas figuram as do chefe berbere Kusaila. Após a derrota de Kusaila frente aos Omíadas em 686, uma parte dessas tribos ter-se-ia dispersado pelo Norte de África. Assim, segundo ibne Caldune, os aurabas teriam procurado refúgio na região de Volubilis, no que é hoje o centro-norte de Marrocos, ou mais precisamente, alguns deles ter-se-iam declarados originários da confederação dos Orés. Os descendentes destes imigrantes aurabas teriam dado refúgio ao futuro rei xiita Idris I, que foi acolhido em Volubilis pelo caudilho auraba Ixaque ibne Maomé no final do século VIII.
Idris I, conhecido como Mulei Idris em Marrocos, tinha ascendência xarifiana, ou seja, era descendente de Fátima, filha de Maomé, o que rapidamente lhe granjeou uma importante posição política e religiosa entre os aurabas, que o nomearam seu  imã. Idris formou uma aliança com numerosas tribos marroquinas (Giatas, Gomaras, Mecnassas, Nefuzas, Sedratas, Zouagha, Zuauas e Zenetas) e casou com Quenza, a filha de Ixaque ibne Maomé, líder dos aurabas. Desse casamento nasceu Idris II, considerado o fundador da dinastia árabe-berbere Idríssida, que tradicionalmente é considerado o primeiro reino de Marrocos completamente independente do Oriente, embora tenha sido contemporâneo e tenha surgido ligeiramente depois de outros estados que existiram no atual território marroquino: o Emirado de Necor, o Reino de Tamesma dos Berguata e o Reino de Sijilmassa.[carece de fontes?]

## os aurabas de Marrocos na atualidade
Atualmente os aurabas marroquinos habitam na região de Taza, onde se instalaram durante os movimentos de populações originados pelo movimento almóada (séculos XII e XIII), que os forçou a abandonar a região a norte de Mequinez onde se situa Volubilis. Os Adjuca, que habitam em Alcácer-Quibir, seriam outro grupo descendente dos aurabas.[carece de fontes?]